# 잘가게 오늘 하루도
《잘가게 오늘 하루도》는 대한민국의 블루스 밴드 하 수상의 여섯번째 싱글이다. 이 곡은 임정우가 tvN에서 방영된 꽃보다 할배 그리스편을 보며 영감을 받아 제작한 곡으로, 배우 박근형이 두바이의 사막 한가운데서 일몰을 보며 던지는 "잘가게 오늘 하루도"라는 말을 제목으로 사용하였다. 《잘가게 오늘 하루도》는 생애 마지막 여행을 통해 얻은 자신의 의지를 다음 세대의 사람들에게도 전해지길 바라는 내용을 담고 있다.

## 수록곡
| #            | 제목                           | 작사         | 작곡         | 재생 시간 |
| ------------ | ------------------------------ | ------------ | ------------ | --------- |
| 1.           | 〈잘가게 오늘 하루도〉         | 임정우       | 임정우       | 3:28      |
| 2.           | 〈잘가게 오늘 하루도 (Inst.)〉 |              | 임정우       | 3:28      |
| 총 재생 시간 | 총 재생 시간                   | 총 재생 시간 | 총 재생 시간 | 6:56      |